# مايك أندرسون (لاعب كرة قدم أمريكية)
مايك أندرسون (بالإنجليزية: Mike Anderson)‏ هو لاعب كرة قدم أمريكية أمريكي، ولد في 6 فبراير 1949.